# Failing Better Now
Failing Better Now is een Amerikaanse indie-komedie uit 2009, geregisseerd door Keren Atzmon. De hoofdrollen worden vertolkt door Lindsay Michelle Nader, Justin Allen, Julie McNiven en Joyce DeWitt.

## Verhaal
Mia (Lindsay Michelle Nader) is een 30-jarige wannabe schrijfster die haar leven nog steeds niet op orde heeft, tot grote ergernis van haar moeder (Joyce DeWitt) en haar succesvolle jongere zus Anna (Julie McNiven). Wanneer ze op de kat van haar zus moet passen laat Mia een raam openstaan waardoor de viervoeter ontsnapt. Mia gaat op zoek naar de vermiste kat en ontmoet Ethan (Justin Allen), een muzikant die haar helpt bij de zoektocht.

## Rolverdeling
| Acteur                 | Personage      |
| ---------------------- | -------------- |
| Lindsay Michelle Nader | Mia            |
| Justin Allen           | Ethan          |
| Julie McNiven          | Anna           |
| Meital Dohan           |                |
| Gavin Bellour          | Reggie         |
| Joyce DeWitt           | Irene          |
| Lindsay Burdge         | Summer         |
| Mauricio Bustamante    | Mr. Mandible   |
| Tim Donovan Jr.        | Ross           |
| Jeanine Flynn          | Peggy          |
| Cara Francis           | Melissa        |
| Stephanie Hatfield     | Whitney        |
| Mikeah Jennings        | Luke Buck      |
| Chris J. Murray        | Jeff           |
| David T.               | Mia's Neighbor |
| Philip Willingham      | Slick Richard  |
| Erik Wolfe             | Clyde          |

## Release en ontvangst
De film ging in première op de Long Island International Film Expo in 2009 en werd ook vertoond op het Fort Lauderdale International Film Festival in 2010.
De film behaalde een publieksscore van 33% op Rotten Tomatoes, met een waardering van 2,2/5.